# Isaac Getz
 (avril 2021).
 (avril 2021).
Pour les articles homonymes, voir Getz.
Isaac Getz est auteur de livres d'entreprise et professeur à l'ESCP Business School dans les domaines du comportement organisationnel, du leadership et de la transformation organisationnelle.
Il a théorisé la notion de l’entreprise libérée.

## Biographie

### Parcours
Isaac Getz est diplômé d’un doctorat en psychologie délivré par la Sorbonne Sciences Humaines (Paris V) et d’une habilitation à diriger des recherches en gestion obtenue à l’Université Panthéon Assas (Paris II). 

### Activités professionnelles
Isaac Getz est professeur à l'ESCP Business School depuis 1990. En parallèle, il a été professeur visitant aux Universités de Cornell, Stanford et à l’Université du Massachusetts. Il a également une activité de conférencier ayant intervenu dans plusieurs TEDx et forums économiques, dans de nombreuses administrations, entreprises et ONG. Enfin, il agit dans plusieurs associations.

### Activités d’auteur et de chroniqueur
Isaac Getz est auteur dans les domaines du management, du leadership et de la transformation organisationnelle. Il est chroniqueur pour LeMonde.fr et pour Harvard Business Review France et a également écrit de nombreuses opinions pour la presse française et anglo-saxonne,,,,,, conférencier.

## Travaux
Isaac Getz publie des articles de recherches dont les concepts ont été popularisés par ses ouvrages grand public.  Il a ainsi théorisé trois concepts dans le domaine du management et d’organisation : 
1. Une étude de terrain d’une trentaine d’entreprises dans six pays conduisant, avec Alan G. Robinson, à la conceptualisation du système de management des idées (2003) ;
2. Une étude de terrain d’une vingtaine d’entreprises en France et aux États-Unis, conduisant, avec Brian M. Carney, à la philosophie de l'entreprise libérée (2009) ;
3. Une étude de terrain d’une vingtaine d’entreprises en Europe, aux États-Unis et au Japon amenant, avec Laurent Marbacher, à la philosophie de l’entreprise altruiste (2019).

### Management des idées
En 2003, avec Alan Robinson, Isaac Getz publie un ouvrage « Vos idées changent tout ! » et simultanément un article « Innovate or die : Is that a fact ? », ayant pour but de présenter le système de management des idées (SMI). Ce dernier a pour objectif de stimuler l’innovation par les idées spontanées mises en place par des salariés.

### L'entreprise libérée
En 2009, dans son article « Liberating leadership : How the initiative-freeing radical organizational form has been successfully adopted » publié dans la California Management Review (en), Isaac Getz a théorisé le concept de « freedom-form company », traduit en français comme l'« entreprise libérée ». En 2010, l’article sera reconnu par le prix académique Syntec du meilleur article d’un chercheur français dans la catégorie « Management / Ressources Humaines / Organisation »,.
La même année, il a co-publié aux États-Unis avec Brian Carney (en) le livre Freedom, Inc. traduit en France en 2012 sous le titre Liberté & Cie (Fayard), sorti au format poche aux éditions Flammarion en 2013 (édition révisée 2016). L’ouvrage conceptualise des expériences de transformation organisationnelle conduites par plusieurs leaders pour en déduire une nouvelle philosophie de leadership et d’organisation,,,,. L'entreprise libérée est décrite comme « une organisation qui permet aux salariés la liberté et la responsabilité complète d’entreprendre toute action pour réaliser la vision de l’entreprise ».
Le mouvement prend son essor en France où Isaac Getz est basé et dans lequel il joue un rôle important. L'entreprise libérée est présentée par Isaac Getz comme une évolution radicale d’une organisation basée sur la subordination et le contrôle,. Concrètement, Isaac Getz décrit comment l'entreprise libérée offre un environnement de travail qui satisfait des besoins humains fondamentaux des salariés, et “comment des dirigeants ont su transformer radicalement le fonctionnement de leur entreprise” en répondant aux besoins humains fondamentaux. En effet, il souligne que la majorité des organisations perdent en performance et innovation lorsqu’elles obéissent aux principes traditionnels du management. L’ouvrage est traduit dans une quinzaine de langues.
En 2016, il publie « La Liberté ça marche ! » (Flammarion ; édition de poche 2020), ouvrage rassemblant les pensées de théoriciens et de praticiens de la transformation (« libération ») organisationnelle, qui ont inspiré les leaders qui ont mis en place l'entreprise libérée.
En 2017, il publie L'entreprise libérée : Comment devenir un leader libérateur et se désintoxiquer des vieux modèles (Fayard, édition poche 2019), qui rassemble plusieurs dizaines de ses articles sur le sujet.
En 2019, toujours sur le « leadership libérateur », Isaac Getz co-publie avec Bob Davids et Brian Carney « Leadership sans ego » (Fayard), qui présente les principes et les pratiques de leadership de Bob Davids, dans le contexte d’autres praticiens et théoriciens de transformation organisationnelle.

### L'entreprise altruiste
En octobre 2019, il co-publie avec Laurent Marbacher L'entreprise altruiste (Albin Michel). Le livre se penche sur les entreprises qui ont comme seule finalité la création de valeur sociale à travers les activités de leur cœur de métier au service des membres de leur écosystème. Leurs travaux suggèrent que la poursuite de bien commun par ces entreprises les conduit, comme une conséquence et non pas comme une finalité, à des profits supérieurs aux entreprises qui ont comme finalité la maximisation de profits,,.
En 2020, il co-publie avec Laurent Marbarcher un article sur la philosophie des entreprises altruistes « Pourquoi les entreprises « altruistes » sont-elles plus capables que les autres d’affronter l’avenir » dans Harvard Business Review France. Cette même année, il co-publie un article « A lesson in creating successful companies that care » dans Strategy + Business (en) sur les entreprises qui ont su rester altruistes pendant la COVID.

### Autres collaborations
En 2013-2014, il est conseiller scientifique du documentaire Le bonheur au travail, sortie en 2015 sur Arte et RTBF
En 2021, il est hôte d’une série de 6 vidéos interviews « master-class » sur leadership avec Bernard Cazeneuve, Guillaume Gibault, Olivier Krumbhloz, Mélanie Lévy-Thiebaut, Charles Pépin et Estelle Touzet.
En 2021, il participe à l’ouvrage de Marc Welinski, Comment bien vivre la fin de ce monde, (Éditions Guy Trédaniel).

## Publications
- Isaac Getz et Alan Robinson, Vos idées changent tout ! : le secret de la réussite durable, Paris, Éd. d'Organisation, 2003 (2e édition, 2007), 209 p. (ISBN 978-2-7081-2871-2 et 2-7081-2871-X)
- Isaac Getz et Brian M. Carney (trad. de l'anglais), Liberte & Cie : quand la liberté des salariés fait le bonheur des entreprises, Paris, Fayard, 2012, 386 p. (ISBN 978-2-213-66281-7 et 2-213-66281-9), nouvelle édition Flammarion, 2016; traduction de l'ouvrage original Freedom, Inc., Crown Business/Random House, 2009, nouvelle édition, 2016. L'ouvrage a fait l'objet d'éditions néerlandaise, hongroise, suédoise, tchèque, espagnole, italienne, indienne, chinoise, sud coréenne, japonaise, israélienne et roumaine.
- Isaac Getz (trad. de l'anglais), La liberté, ça marche ! : L'entreprise libérée, les textes qui l'ont inspirée, les pionniers qui l'ont bâtie, Paris, Flammarion, 2016 (édition poche 2020), 373 p. (ISBN 978-2-08-138021-9)
- Isaac Getz, L'entreprise libérée : Comment devenir un leader libérateur et se désintoxiquer des vieux modèles, Paris, Fayard, 2017, 465 p. (ISBN 978-2-213-70540-8), (édition poche, 2019)
- Bob Davids, Brian Carney et Isaac Getz, Leadership sans ego, Paris, Fayard, 2019. L'ouvrage a fait l'objet d'édition espagnole.
- Isaac Getz et Laurent Marbacher, L'entreprise altruiste : S'enrichir en donnant tout!, Paris, Albin Michel, 2019 (édition poche Flammarion, 2021).
- Isaac Getz, La liberté d'action des salariés : une simple théorie, ou un inéluctable destin ? Gérer et Comprendre, no 108, juin 2012 (lire en ligne), article repris intégralement dans l'édition Flammarion de l'ouvrage Liberté & Cie déjà cité.
- Isaac Getz, L’entreprise libérée : Sa notion, son processus de libération et ses antécédents. In J.-M. Saussois (Dir.), Les organisations : Etats des savoirs, Editions Sciences Humaines, 2016, pp. 420-430.
- Isaac Getz et Jean-François Zobrist, De la renaissance. In Renaissance[s] : Le plaisir d’entreprendre, Eyrolles/APM, 2014, pp. 375-386.
- Isaac Getz et Laurent Marbacher, L’entreprise libérée : Une philosophie pratique stimulée par un écosystème. In M. Mack et Ch. Koehler (Dirs.) Entreprises vivantes : Ensemble, elles peuvent changer le monde, 2016 (lire en ligne), pp. 17-39
- Isaac Getz, « Liberating Leadership: How the Initiative-Freeing Radical Organizational Form Has Been Successfully Adopted, California Management Review, Vol 51, N°4, pp. 32-58 », sur cmr.ucpress.edu (consulté le 24 juillet 2016) - Republication en Français Le leadership libérateur, forme radicale de l’organisation. L’Expansion Management Review, no 138, septembre 2010, pp. 63-81 Portail PMB de Citédoc (consulté le 24 juillet 2016)

## Prix et distinctions
- L'ouvrage Vos idées changent tout ! était parmi les trois finalistes du Prix Manpower du meilleur livre 2003[44].
- L'article « Liberating leadership : How the initiative-freeing radical organizational form has been successfully adopted », California Management Review (en) a reçu le Prix académique SYNTEC Conseil en Management 2010, pour le meilleur article d’un chercheur français dans la catégorie « Management / Ressources Humaines / Organisation »[45].
- L'ouvrage Liberté & Cie a reçu le Prix DCF du meilleur livre 2013 en catégorie « Stratégie d'entreprise »[9].
- L’étude de la FNEGE de 2016 auprès de 87 institutions représentées à la Fnege et 1300 managers français a classé Isaac Getz dans les 5 auteurs les « plus influents en management dans le monde »[46].
- L'ouvrage La liberté, ça marche !, Flammarion, 2016, a été finaliste du Prix DCF du meilleur livre 2017 en catégorie « Stratégie d'entreprise ».
- L'article « Écoutons les agents de terrain dans la lutte contre le terrorisme » co-publié avec Erwin Van Waeleghem dans Le Monde a été primé par la Plume d’Or comme meilleur article de l'année dans la catégorie « Enjeux internationaux et monde des affaires »[47].
- L'ouvrage L'entreprise libérée a reçu le Prix Rotary 2018 du meilleur livre d'entreprise[10].
- Thinkers50 a shortlisté Isaac Getz en 2019, pour ses travaux sur l’entreprise libérée et l’entreprise altruiste pour le prix international de Breakthrough Idea Award[48].
- L'Institut Marconi pour la Créativité, qui fait partie de la Fondazione Guglielmo Marconi, a décerné à Isaac Getz le prix Marconi de la créativité 2020 pour "son travail révolutionnaire sur les approches organisationnelles créatives basées sur la liberté et l'altruisme"[49].